# Arcadia Round Barn
O Arcadia Round Barn é um marco e uma atração turística na histórica Rota 66 dos EUA em Arcadia, Oklahoma, Estados Unidos. Foi construído pelo fazendeiro local William Harrison Odor em 1898 usando tábuas de carvalho nativo embebidas enquanto verdes e forçadas nas curvas necessárias para as paredes e vigas do telhado. Um segundo nível foi incorporado para ser usado como local de reunião da comunidade. A cidade de Arcadia se desenvolveu e prosperou com a chegada da ferrovia e, na década de 1920, a recém-criada Rota 66 foi alinhada pela cidade, passando ao lado do Round Barn.
Com a redução do tráfego ao longo da Rota 66 após a chegada da Interstate 44, Arcadia e o celeiro também entraram em declínio. Em 1988, o teto de 60 pés de diâmetro desabou. Uma equipe de voluntários liderada por Luther Robison trabalhou para reconstruir a estrutura, e o trabalho de restauração foi concluído em 1992. Hoje, o antigo celeiro é uma atração turística e os visitantes admiram os detalhes arquitetônicos e de engenharia do único celeiro verdadeiramente redondo (em oposição ao hexagonal ou octogonal) dos Estados Unidos.